# French Championships 1953
Turniej tenisowy French Championships, dziś znany jako wielkoszlemowy French Open, rozegrano w 1953 roku w dniach 19 - 30 maja, na kortach im. Rolanda Garrosa w Paryżu.

## Zwycięzcy

### Gra pojedyncza mężczyzn
Ken Rosewall -  Victor Elias Seixas 6-3, 6-4, 1-6, 6-2

### Gra pojedyncza kobiet
Maureen Connolly -  Doris Hart 6-2, 6-4